# Paloma Valencia
Paloma Susana Valencia Laserna (Popayán, 19 de enero de 1978) es una abogada y política colombiana. Es senadora de la República de Colombia por el Partido Centro Democrático desde 2014.

## Biografía
Nacida en Popayán, es hija de Ignacio Valencia López y Dorotea Laserna Jaramillo. Por vía paterna es nieta de Guillermo León Valencia, Presidente de Colombia entre los años 1962 y 1966 y bisnieta del excandidato presidencial de 1930, por el Partido Conservador, y poeta Guillermo Valencia y, por vía materna, es nieta de Mario Laserna Pinzón, filósofo, catedrático y fundador de la Universidad de los Andes. Además, su hermano Pedro Agustín fue precandidato conservador a la alcaldía de Popayán, su hermana Cayetana está casada con Juan Carlos Pastrana, también es prima del exministro Aurelio Iragorri Valencia y sobrina del fallecido economista y político Juan Mario Laserna.
Es abogada y especialista en Economía de la Universidad de Los Andes, realizó una maestría en Escritura Creativa en la Universidad de Nueva York. 
Fue candidata a la Cámara de Representantes por Bogotá en las elecciones legislativas de 2006 por el movimiento político Alas Equipo Colombia, aspiración que no prosperó. Fue precandidata presidencial en 2018, y electa como Senadora de la República de Colombia en los periodos legislativos 2014 - 2018 y 2018 – 2022.  
Fue profesora de las clases Lógica y Retórica, y Constitución y Democracia en la Universidad de Los Andes. Además, es autora del libro ‘Otras Culpas’ y ha sido columnista de los periódicos El Espectador, El País, el Diario del Huila, El Liberal, El Meridiano, entre otros, así como comentarista de opinión y analista política radial en Blu Radio de Caracol. Entre los años 2011 y 2012 fue periodista de opinión en el programa radial La Hora de la verdad que dirige Fernando Londoño Hoyos. Es fundadora y directora del portal web La Otra Esquina. Ha sido columnista en el periódico El Nuevo Siglo.
Entre sus iniciativas legislativas se destacan: la reforma a la justicia que propuso una sola Corte y magistrados mayores de 60 años elegidos desde diversos orígenes, también las salas nuevas para los militares en la Ley Estatutaria de la Jurisdicción Especial para la Paz (JEP). Presentó el proyecto para que los delitos sexuales contra menores no fueran conexos al delito político.[cita requerida]
Valencia ha sido promotora de debates de control político fundamentales desde el Centro Democrático. Fue la vocera en el debate que expuso las supuestas irregularidades de la elección de Juan Manuel Santos; denunció 2,3 billones en publicidad y contratos en las votaciones. También acusó a Juan Manuel Santos de entregar a  su mejor amigo, Felipe Jaramillo Samper, más de  quinientos mil millones de pesos en contratos.[cita requerida] Es recordada por debates como el de Electricaribe, el precio de los servicios públicos y el estado de las reservas de petróleo y gas. 
Ha sido miembro de la Comisión Primera, la Comisión de Derechos Humanos, la Comisión de Paz y Presidente de la Comisión de Instrucción del Senado de la República.

## Senadora de la República
Dada su trayectoria como analista y columnista de medios de comunicación en Colombia, mantuvo unas posturas críticas frente al gobierno de Juan Manuel Santos; y ya que ha sido amiga cercana de Álvaro Uribe Vélez, este le propuso hacer parte de su lista cerrada al Senado para las Elecciones Legislativas 2014 por el Partido Centro Democrático ocupando el tercer renglón en dicha lista y siendo designada Senadora de la República para el período 2014-2018, tomando posesión el 20 de julio de 2014.
Valencia junto al Partido Centro Democrático se opuso a varias iniciativas lideradas por el Gobierno Santos como la eliminación de la reelección presidencial, el Acto Legislativo para la Paz, y la reducción al 15% del umbral para el Plebiscito por la Paz. También ha sido opositora al Acuerdo de paz entre el gobierno colombiano y las FARC-EP y al manejo de la economía del gobierno de Juan Manuel Santos.[cita requerida]

## Controversias

### Propuesta de Consulta popular para la división del Cauca
Paloma Valencia, a través de su cuenta en la red social Twitter, propuso un referendo para dividir el departamento del Cauca en dos partes, una para los mestizos y la otra para los indígenas, una medida que fue considerada racista por algunos sectores. La senadora defendió su propuesta desde la posibilidad que da la constitución de 1991 para crear entidades territoriales indígenas. De igual modo en sus mensajes puso como ejemplo el caso de Antioquia, que en su momento dio espacio a la creación del departamento de Caldas.

### Afirmaciones sobre la Corte Suprema de Justicia
En junio de 2018, la senadora Paloma Valencia publicó en su cuenta de Twitter que, según información que había recibido, la Corte Suprema de Justicia planeaba emitir una orden de captura contra el expresidente y senador Álvaro Uribe Vélez. Según la senadora, esto tendría como objetivo impedir el avance de la propuesta del presidente electo Iván Duque de promover una reforma que unificara las altas cortes.
La Corte Suprema de Justicia respondió mediante un comunicado en el que calificó las afirmaciones como "irrespetuosas" e "irresponsables", y negó que existiera alguna orden de captura contra Uribe o cualquier plan en ese sentido. También manifestó su rechazo al uso de su nombre para difundir información que, según indicó, carecía de fundamento.
Diversos medios reportaron que la senadora no presentó documentos u otras evidencias que respaldaran la afirmación.

### Propuesta sobre financiación de la universidad pública (2018)
En octubre de 2018, en el contexto de un debate nacional sobre la situación financiera de las universidades públicas en Colombia, la senadora Paloma Valencia publicó un mensaje en su cuenta de Twitter en el que propuso un modelo de cofinanciación por parte de los egresados. En el tuit escribió: "¿Por qué no que los egresados del sistema cofinancien la educación de la siguiente generación, aportando 20 % de su salario durante 10 años después de graduarse?"
El planteamiento generó diversas reacciones en redes sociales, medios de comunicación y sectores académicos. Críticos de la propuesta argumentaron que podría trasladar la responsabilidad del financiamiento estatal a los egresados y convertirse en una barrera de acceso a la educación superior, especialmente para estudiantes de bajos recursos. Rectores de universidades públicas y colectivos estudiantiles expresaron su rechazo a la idea.
Posteriormente, Valencia participó en debates con estudiantes y entrevistas en medios donde aclaró que su intención no era que el aporte fuera obligatorio, sino plantear una fórmula para fomentar la contribución voluntaria de los egresados a la educación pública. Afirmó también que la propuesta no buscaba sustituir el financiamiento estatal sino complementarlo.

### Presentación del video de Gustavo Petro recibiendo dinero (2018)
El 27 de noviembre de 2018, durante un debate de control político en el Senado relacionado con el Caso Odebrecht, la senadora Paloma Valencia presentó un video en el que se observaba al entonces congresista Gustavo Petro recibiendo fajos de billetes en efectivo por parte de Juan Carlos Montes, exfuncionario de la Alcaldía de Bogotá durante la administración de Petro.
Durante su intervención, Valencia sugirió que el video evidenciaba posibles actos de corrupción, planteando interrogantes sobre el origen del dinero y mencionando la posibilidad de que proviniera de fuentes como Diosdado Cabello o Odebrecht. Sin embargo, no presentó pruebas concretas que respaldaran estas afirmaciones.
Posteriormente, Petro explicó que el video fue grabado en 2005 y que el dinero correspondía a aportes voluntarios para su campaña al Senado en 2006. El arquitecto Simón Vélez, mencionado en la controversia, negó haber hecho préstamos a Petro, aunque reconoció haber apoyado su búsqueda de financiación.
En febrero de 2021, la Corte Suprema de Justicia archivó la investigación contra Petro al no encontrar evidencia de ilícitos y por tratarse de hechos ocurridos fuera del período legalmente investigable.
Organizaciones de verificación de datos como La Silla Vacía calificaron la interpretación presentada por Valencia como imprecisa y señalaron que el video no probaba ningún acto ilegal.

### Declaraciones sobre la legitimidad del Estado colombiano
En julio de 2022, la senadora Paloma Valencia generó controversia tras publicar una serie de mensajes en su cuenta de Twitter en los que defendió la legitimidad del Estado colombiano pese a los crímenes cometidos durante el conflicto armado. En uno de sus trinos afirmó: «Una narrativa mucho más constructiva (y verdadera) es: los paras y la guerrilla fueron y son monstruosos. El Estado cometió errores y atrocidades, pero era legítimo y fundamentalmente estuvo en la defensa de los ciudadanos».
Estas declaraciones fueron cuestionadas por varios sectores políticos y sociales, quienes criticaron la aparente justificación de crímenes estatales. La senadora Angélica Lozano respondió que «los crímenes de servidores públicos son más graves e injustificables porque precisamente rompen la legitimidad del Estado». Por su parte, el entonces presidente de la Cámara de Representantes, David Racero, declaró que «ninguna atrocidad es legítima. Venga de donde venga. Pero menos aún para el Estado en un escenario de conflicto armado», acusando a Valencia de desconocer el Derecho internacional humanitario.
La controversia se dio en el contexto de los debates sobre los hallazgos de la Comisión de la verdad y la responsabilidad del Estado en el Conflicto armado colombiano

### Controversia por señalamientos a Deyanira Gómez
El 3 de marzo de 2025, la senadora Paloma Valencia publicó en su cuenta de la red social X un mensaje en el que realizó afirmaciones sobre la médica Deyanira Gómez, testigo clave en el caso judicial contra el expresidente Álvaro Uribe Vélez. En el trino, Valencia escribió:
“Su vida ha estado siempre agitada por la cercanía del crimen. Estuvo casada y tuvo un hijo con un jefe medio de Las FARC en el frente 21, condenado y sobrino de Pedro Nel -segundo cabecilla de las Farc. Con Pedro Nel Deyanira mantuvo vínculos y conversaciones, hasta un teléfono especial para hablar con él. Tenía relaciones con jefes de las Farc de frente 25 y 42.”
Estas declaraciones fueron rechazadas por la defensa de Gómez, representada por el abogado Miguel Ángel del Río, quien interpuso una denuncia penal por presunta injuria y calumnia ante la Corte Suprema de Justicia alegando que las afirmaciones carecen de sustento probatorio y vulneran la dignidad de la médica.
Como parte del proceso, la Corte Suprema citó a la senadora a una audiencia de conciliación el 1 de abril de 2025, en la que ambas partes debían comparecer para intentar resolver el conflicto por vía extrajudicial. Hasta la fecha, no se ha informado públicamente sobre una decisión definitiva respecto a la denuncia.